# 柿崎恒美
柿崎 恒美（かきざき つねみ、1965年〈昭和40年〉7月7日 - ）は、日本の建設・国土交通技官。

## 来歴
青森県出身。青森県立青森高等学校を経て、1990年（平成2年）3月、北海道大学工学部土木工学科を卒業。1992年（平成4年）3月、北海道大学大学院工学研究科を修了し、同年4月、建設省に入省。入省後、河川畑を歩み、北海道開発局建設部河川管理課長、同局建設部河川計画課長、北海道局水政課長、国土交通省大臣官房審議官（北海道局担当）などを歴任。
2023年（令和5年）7月4日、北海道開発局長に就任。
2024年（令和6年）7月1日、北海道局長に就任。2025年7月1日、辞職。

## 年譜
- 1990年（平成2年）3月 - 北海道大学工学部土木工学科卒業[5]
- 1992年（平成4年）
  - 3月 - 北海道大学大学院工学研究科修了[5]
  - 4月 - 建設省入省[3][5]
- 1999年（平成11年）5月 - 建設省中部地方建設局河川部流域調整官[3][5]
- 2000年（平成12年）4月 - 建設省中部地方建設局河川部河川調整課長[3][5]
- 2001年（平成13年）4月 - 国土交通省中部地方整備局河川部河川計画課長[3][5]
- 2002年（平成14年）4月 - 国土交通省道路局企画課道路防災対策室課長補佐[3][5]
- 2003年（平成15年）4月 - 国土交通省道路局国道・防災課道路防災対策室課長補佐[3][5]
- 2004年（平成16年）7月 - 国土交通省河川局治水課課長補佐[3][5]
- 2006年（平成18年）4月 - 国土交通省九州地方整備局川辺川ダム砂防事務所長[3][5]
- 2008年（平成20年）4月 - 国土交通省関東地方整備局河川部河川調査官[3][5]
- 2012年（平成24年）4月 - 国土交通省水管理・国土保全局治水課企画専門官[3][5]
- 2014年（平成26年）10月 - 国土交通省大臣官房技術調査課環境安全・地理空間情報技術調整官[3][5]
- 2016年（平成28年）4月 - 経済産業省大臣官房付（資源エネルギー庁電力・ ガス事業部原子力政策課原子力発電所事故収束対応室付併任）兼内閣府技官（政策統括官（原子力防災担当）付、内閣府本府廃炉・汚染水対策担当室企画官併任）[3][5]
- 2018年（平成30年）4月 - 国土交通省北海道開発局建設部河川管理課長[3][5]
- 2019年（令和元年）7月 - 国土交通省北海道開発局建設部河川計画課長[3][5]
- 2020年（令和2年）4月01日 - 国土交通省北海道局水政課長[3][5][12]
- 2022年（令和4年）6月28日 - 国土交通省大臣官房審議官（北海道局担当）[3][5][13]
- 2023年（令和5年）7月04日 - 国土交通省北海道開発局長[3][5][9][10]
- 2024年（令和6年）7月01日 - 国土交通省北海道局長[6][7]
- 2025年（令和7年）7月01日 - 辞職[8]